# 关于秘鲁国情的七篇论文
《关于秘鲁国情的七篇论文》（西班牙語：Siete Ensayos de Interpretación de la Realidad Peruana），简称《七论文》或《七篇论文》，是秘鲁共产主义作家何塞·卡洛斯·马里亚特吉的代表作，被认为奠定了马里亚特吉作为拉丁美洲最具影响力的马克思主义作家的地位。1928年，该书由利马密涅瓦印刷和出版社首次出版。该书已经再版数十次，并被翻译成俄语、法语、英语、意大利语、葡萄牙语、匈牙利语和汉语。该书收录了马里亚特吉的7篇论文，尝试运用历史唯物主义理论，依据翔实的史料，广泛而深入地探讨秘鲁的政治体制、经济社会结构、民族问题以及宗教文化现状，强调秘鲁印第安人社会在文化和意识形态领域的变迁与延续，使其集体意识得以保存并与马克思主义形成共鸣。